# Pireneitega fedotovi
Pireneitega fedotovi là một loài nhện trong họ Amaurobiidae.
Loài này thuộc chi Pireneitega. Pireneitega fedotovi được miêu tả năm 1946 bởi Charitonov.